# Jeļena Rubļevska
Jeļena Rubļevska (ur. 23 marca 1976) – łotewska pięcioboistka nowoczesna. Srebrna medalistka olimpijska z Aten.
Zawody w 2004 były jej drugimi igrzyskami olimpijskimi. Debiutowała w 2000, później brała również udział w IO 08 i IO 12. W 2004 wyprzedziła ją jedynie Węgierka Zsuzsanna Vörös. Indywidualnie była brązową medalistką mistrzostw świata w 2000 i 2005. W 2013 sięgnęła po srebro w sztafecie mieszanej (partnerował jej Deniss Čerkovskis).